# Revenge (film 2017)
Revenge è un film del 2017 scritto e diretto da Coralie Fargeat ed interpretato da Matilda Lutz.
Appartiene al genere rape and revenge ed è stato proiettato nella sezione Midnight Madness del Toronto International Film Festival 2017, nel Midnight Shivers dei 21esimi Tallinn Black Nights Film Festival (PÖFF) e nel Midnight Premieres del Sundance Film Festival 2018.

## Trama
Jen è una ragazza americana che ha una relazione segreta con il milionario francese Richard. I due volano nell'appartata casa di Richard nel mezzo del deserto per un weekend insieme prima della sua annuale gita di caccia con gli amici Stan e Dimitri. Prima di entrare in casa, il pilota dell'elicottero di Richard le cede un peyote come regalo. Tuttavia, Stan e Dimitri arrivano un giorno in anticipo, deludendo Richard, che sperava di mantenere segreta Jen. Mentre i tre uomini e Jen trascorrono una notte a bere e ballare, Jen nasconde il peyote nella sua collana per Richard.
La mattina dopo, mentre Richard è via, Stan cerca di convincere Jen a fare sesso con lui, affermando di essere stato provocato da lei la sera prima. Quando lei rifiuta, Stan la stupra mentre Dimitri assiste alla scena senza intervenire. Richard ritorna, rimprovera Stan, e offre a Jen una grossa somma di denaro per dimenticare l'incidente. Lei non ci sta e vuole tornare a casa a tutti i costi, ma Richard si rifiuta.
Jen minaccia di rivelare la natura della loro relazione alla moglie di Richard, il quale la schiaffeggia. Jen scappa nel deserto mentre i tre uomini la inseguono e riescono ad accerchiarla di fronte a un burrone. Richard finge di chiamare il suo pilota per portare a casa Jen, ma poi la spinge all'improvviso dal burrone, facendola cadere sopra un albero rinsecchito che la trafigge. I tre uomini, credendola morta, si allontanano e decidono di continuare il loro viaggio di caccia come se nulla fosse accaduto.
Jen si sveglia e usa il suo accendino per incendiare l'albero su cui è infilzata, provocandone la rottura e permettendole di fuggire con un ramo ancora bloccato nel suo corpo. Vaga per il deserto, cercando di evitare i tre uomini, che si sono resi conto del fatto che sia sopravvissuta e hanno iniziato a darle la caccia. Jen incontra Dimitri che urina in un fiume e tenta di sparargli con il suo fucile, ma non è carico. Dimitri cerca di affogare Jen, ma lei riesce a sfilargli il suo coltello da caccia e glielo pianta in entrambi gli occhi, uccidendolo, per poi rubare le sue armi e le provviste.
Jen si nasconde in una grotta e usa il peyote come anestetico per intorpidirsi prima di rimuovere il ramo e cauterizzare la ferita con una lattina di birra in alluminio, marchiandosi con il logo della fenice della birra. Dopo una serie di incubi sugli uomini che la stavano cercando, Jen vuole completare la sua vendetta e inizia la caccia. Dopo che gli altri uomini scoprono il corpo di Dimitri, Richard ordina a Stan di rintracciare Jen col suo SUV.
Dopo che Stan rimane senza benzina, Jen lo intercetta e gli spara alla spalla mentre l'uomo sta riempiendo il serbatoio. I due si cimentano in un cruento scontro, in cui l'uomo fa saltare il lobo di Jen con un fucile, mentre la donna fa calpestare a Stan un grosso pezzo di vetro rotto. Dopo aver tolto le schegge dal suo piede, Stan cerca di investire Jen con il SUV, ma la ragazza lo uccide con una fucilata e gli prende la macchina.
Richard torna a casa, chiama l'elicottero e fa una doccia, poi sente un rumore e vede Jen. Lei lo trova e gli spara nello stomaco, ma Richard sopravvive e inizia un inseguimento dentro casa con i fucili a pompa. L'uomo colpisce la ragazza in testa con il calcio del suo fucile e cerca di strangolarla, ma lei gli infila una mano nella ferita allo stomaco, costringendolo a lasciarla cadere. Jen recupera il suo fucile e spara a Richard nel petto, uccidendolo. Una Jen insanguinata ma trionfante esce da casa e si gira, mentre sente avvicinarsi l'elicottero.

## Produzione
Revenge è il primo lungometraggio di Coralie Fargeat dopo un cortometraggio intitolato Le Télégramme, diretto nel 2003. Fargeat stessa ha scritto la sceneggiatura del film nel 2015.
Le riprese del film sono durate 33 giorni; 32 girati in Marocco e 1 in Francia a Parigi.

## Promozione
Il trailer ufficiale italiano del film è stato pubblicato il 24 luglio 2018.

## Distribuzione
Il film è stato presentato in anteprima mondiale al Toronto International Film Festival l'11 settembre 2017. Precedentemente, Shudder ha acquisito i diritti di distribuzione sul film. In seguito è stato rivelato che Neon distribuirà il film nei cinema, prima della sua uscita su Shudder.
Il film è uscito nelle sale cinematografiche francesi il 7 febbraio 2018, mentre negli Stati Uniti è uscito nei cinema in una distribuzione limitata e tramite video on demand l'11 maggio 2018. È stato inoltre distribuito nelle sale cinematografiche italiane a partire dal 6 settembre 2018 dalla Midnight Factory, etichetta della Koch Media.

## Accoglienza
Il film è stato acclamato dalla critica ed ha incassato $526 033 negli Stati Uniti.

### Critica francese
Il film è stato accolto molto positivamente in Francia. Su AlloCiné ha un voto di 3 su 5, basato su 20 recensioni.
(Stephanie Belpeche, Le Journal du dimanche, 3 febbraio 2018.)
(Sylvestre Picard, Première, 6 febbraio 2018.)
(Sophie Torlotin, RFI, 7 febbraio 2018)

### Critica statunitense
La critica statunitense lo ha acclamato. Sull'aggregatore di recensioni Rotten Tomatoes ha un indice di gradimento del 93% con un voto medio di 7,3 su 10, basato su 98 recensioni, mentre su Metacritic ha un punteggio di 81 su 100, basato su 23 recensioni.
(A.O. Scott, The New York Times, 9 maggio 2018)

### Critica italiana
Anche in Italia è stato accolto positivamente. Su MYmovies.it ha un punteggio di 3,5 stelle su 5, mentre su Comingsoon.it ha un voto di 3,3 su 5, basato su 72 voti.
(Andrea Fornasiero, MyMovies.it, 20 agosto 2018)
Bravissima e coraggiosa la protagonista Matilda Lutz in un personaggio che ha un arco narrativo completo – da bella ochetta a consapevole guerriera – e la vede recitare per tutto il tempo nei panni succinti di un Rambo in bikini.
Un'opera prima matura e inattesa, che mentre fa a pezzi i corpi dei protagonisti sullo schermo, con ironia trasmette un messaggio di ribellione femminile alla violenza maschile e afferma il diritto di ogni donna dire no ed essere rispettata. La metafora non prevale mai su una storia che resta all'interno dei canoni del genere exploitation, con abbondanti dosi di splatter e una crudeltà insolita da trovare nel cinema diretto dalle donne.»
(Daniela Catelli, Comingsoon.it, 30 agosto 2018)

## Riconoscimenti
- 2017 - Sitges - Festival internazionale del cinema fantastico della Catalogna[22]
  - Miglior regista a Coralie Fargeat
  - Citizen Kane Award per la miglior opera prima a Coralie Fargeat
- 2018 - Festival internazionale del film fantastico di Gérardmer[23]
  - Candidatura per il Gran Premio
  - Candidatura per il Premio della giuria
  - Candidatura per il Premio della critica
  - Candidatura per il Premio del pubblico
  - Candidatura per il Premio della giuria sci-fi